# 児玉久蔵
児玉 久蔵（こだま ひさぞう、1898年（明治31年）9月2日 - 1962年（昭和37年）12月3日）は、大日本帝国陸軍軍人。最終階級は陸軍少将。功四級。

## 経歴
1898年（明治31年）に宮城県で生まれた。陸軍士官学校第31期、陸軍大学校第44期卒業。1939年（昭和14年）8月に第8師団参謀長に就任し、1940年（昭和15年）3月9日、陸軍歩兵大佐進級と同時に陸軍省兵務局兵務課長に着任。1943年（昭和18年）12月に兼陸軍省兵務局馬政課長となった。
1944年（昭和19年）3月1日に陸軍少将に進級し、陸軍兵器行政本部附兼陸軍省兵務局兵務課長（兼陸軍省兵務局馬政課長如故）となった。同年6月26日に陸軍航空総監部附となり、8月30日に仙台陸軍飛行学校附を経て、1945年（昭和20年）2月20日に仙台陸軍飛行学校長に就任した。終戦後の8月27日に中部憲兵隊京都地区憲兵隊長に就任した。
1947年（昭和22年）11月28日、公職追放仮指定を受けた。